# Monachil (kommunhuvudort)
Monachil är en kommunhuvudort i Spanien. Den ligger i provinsen Provincia de Granada och regionen Andalusien, i den södra delen av landet, 400 km söder om huvudstaden Madrid. Monachil ligger 868 meter över havet och antalet invånare är 5 843.
Terrängen runt Monachil är varierad. Runt Monachil är det ganska glesbefolkat, med 43 invånare per kvadratkilometer. Närmaste större samhälle är Granada, 8,7 km nordväst om Monachil. 